# Antártida
Pour plus de détails, voir Fiche technique et Distribution.
Antártida est un film espagnol réalisé par Manuel Huerga et sorti en 1995.
Il a reçu le Prix Goya de la meilleure photographie en 1996.

## Synopsis
Une rockstar tombe amoureuse d'un pickpocket et se retrouve mêlée à une affaire de trafic de drogue.

## Fiche technique
- Titre : Antártida
- Réalisation : Manuel Huerga
- Scénario : Francisco Casavella
- Musique : John Cale[1]
- Photographie : Javier Aguirresarobe
- Montage : Ernest Blasi
- Société de production : Canal+ España, Iberoamericana Films Producción et Sociedad General de Televisión
- Pays :  Espagne
- Genre : Drame
- Durée : 106 minutes
- Dates de sortie : 
  -  Espagne : 8 septembre 1995

## Distribution
- Ariadna Gil : María
- Carlos Fuentes : Rafa
- José Manuel Lorenzo : Velasco
- Francis Lorenzo : Inspector
- Walter Vidarte : Hombre mayor
- Juana Ginzo : Abuela
- Iñaki Aierra : 	Coque
- Ángel de Andrés López : Matón
- Marc Martínez : Johnny
- Cristina Hoyos : Dueña del bar
- John Cale : Cale

## Distinctions
- Prix Goya de la meilleure photographie pour Javier Aguirresarobe
- Prix du meilleur acteur pour Carlos Fuentes aux Turia Awards[2]